# Hunga
Hunga är en by strax nordväst om Trosa, ca 7 mil söder om Stockholm.
Hunga by ligger någon kilometer väster om Trosaån nära Trosa landskyrka och det ursprungliga Trosa. De flesta husen är röda med vita knutar; det största är en bondgård från mitten av 1800-talet, där lantbruk bedrivs än i dag.
Trosa landsväg kallas den historiska grusväg som passerar genom Hunga och som i söder utmynnar i vägen mellan Trosa och Västerljung vid Tureholms slott.